# Epic Rap Battles of History
Epic Rap Battles of History è una webserie su YouTube, creata da Nice Peter (pseudonimo di Peter Shukoff) e da EpicLLOYD (pseudonimo di Lloyd Ahlquist), in cui alcuni personaggi storici o fittizi si sfidano sotto forma di battaglia rap. Il primo episodio della serie "John Lennon vs. Bill O'Reilly" è stato rilasciato il 26 settembre 2010. I personaggi ritratti sono spesso determinati dai suggerimenti degli spettatori nella sezione dei commenti dei video del canale. Shukoff e Ahlquist scrivono ogni canzone da soli, ricercando l'argomento per trovare dettagli oscuri da usare come riferimento nei testi.
Dopo una lunga pausa, il canale è tornato con una battaglia bonus a dicembre 2018 e la sesta stagione ha debuttato il 20 aprile 2019.
Inizialmente i personaggi venivano interpretati solo da Nice Peter e da EpicLLOYD, ma in seguito hanno collaborato numerose celebrità di Internet come Dan Bull, Lisa Donovan, Timothy DeLaGhetto, George Watsky, DeStorm Power, Jesse Wellens, PewDiePie, Jenna Marbles, Lilly Singh, Ray William Johnson, Rhett e Link e Smosh. Nella serie sono apparsi anche celebrità dei media come i rapper Snoop Dogg, Chali 2na e T-Pain, i cantanti Jackie Tohn e "Weird Al" Yankovic, gli attori J.B. Smoove e Gary Anthony Williams e il duo comico Keegan-Michael Key e Jordan Peele.
In origine i video erano ospitati sul canale YouTube di Nice Peter, ma da dicembre 2011, in occasione dell'inizio della seconda stagione, Ahlquist e Shukoff hanno collaborato con Maker Studios e hanno creato due canali dedicati alla serie. ERB ospita gli episodi finiti e ERB2 presenta filmati dietro le quinte.
A novembre 2020, è il 363° canale con più iscritti su YouTube con oltre 14,7 milioni di iscritti e oltre 3,6 miliardi di visualizzazioni totali. Al 5 dicembre 2020, sono stati rilasciati un totale di 82 episodi.

## Storia
L'idea per i personaggi storici che rappano l'uno contro l'altro è stata concepita da Ahlquist, che ha presentato l'idea a Shukoff come uno spettacolo improvvisato dal titolo "Check OneTwo"; entrambi stavano lavorando nell'improvvisazione all'epoca insieme a Zach Sherwin, che in seguito sarebbe diventato un ospite fisso della serie. All'inizio hanno incontrato alti livelli di difficoltà e hanno deciso che il concetto sarebbe andato molto meglio come serie YouTube che come spettacolo di improvvisazione. Le prime tre battaglie rap sono state girate ciascuna con un budget di 50 dollari. I due, dopo aver scartato l'idea dell'improvvisazione, in quanto troppo complessa, decisero di creare una webserie su YouTube. Prima che la webserie esistesse su YouTube, Shukoff e Ahlquist registrarono la loro prima canzone, che era una battaglia tra l'antagonista della saga de "La bambola assassina" Chucky e l'attore Michael J. Fox. La canzone era freestyle e mal fatta; di conseguenza, non è stato rilasciato al pubblico.
Il 26 settembre 2010, la prima battaglia rap è stata caricata su YouTube, con Shukoff nei panni di John Lennon e Ahlquist nei panni di Bill O'Reilly. Il 15º episodio, chiamato "The Final Battle", ha segnato la fine della prima stagione. Questa battaglia ha messo Ahlquist e Shukoff l'uno contro l'altro con cameo di tutti i personaggi che avevano interpretato nei 14 episodi precedenti.
Epic Rap Battles of History è poi tornato l'8 dicembre 2011, ospitato sul loro nuovo canale (passando dal canale personale di Shukoff), ERB, con video dietro le quinte sul loro secondo canale, ERB2. Shukoff e Maker Studios hanno anche creato il sito web ufficiale della serie, dove i fan potevano votare i vincitori per ogni video e leggere brevi autobiografie comiche di ogni personaggio.
Il 27 settembre 2012, dopo una pausa di quattro mesi dopo l'episodio "Steve Jobs vs. Bill Gates", è stato pubblicato un video sul canale YouTube della serie in cui Ahlquist (che ha doppiato un'animazione di Theodore Roosevelt) ha annunciato che i nuovi episodi usciranno ogni due settimane fino alle vacanze di Natale, a partire dal 22º episodio "Frank Sinatra vs. Freddie Mercury" (uscito il 1º ottobre 2012). "Moses vs. Santa Claus", uscito il 10 dicembre 2012, è stata l'ultima battaglia prima di prendersi una pausa per le vacanze.
Il 17 febbraio 2013, Epic Rap Battles of History è stato nominato per cinque Streamy Awards, vincendone quattro. Shukoff e Ahlquist hanno anche interpretato dal vivo parte della battaglia tra Steve Jobs e Bill Gates. Il 3 luglio 2013, "Barack Obama vs. Mitt Romney" è diventato il primo singolo della serie ad essere certificato Gold dalla Recording Industry Association of America (RIAA) negli Stati Uniti. Altri 10 singoli, "Adolf Hitler vs. Darth Vader", "Albert Einstein vs. Stephen Hawking", "Dr. Seuss vs. William Shakespeare", "Master Chief vs. Leonidas", "Steve Jobs vs. Bill Gates", "Justin Bieber vs. Ludwig van Beethoven", "Mario Brothers vs. Wright Brothers", "Mr. T vs. Mr. Rogers", "Abe Lincoln vs. Chuck Norris" e "Hitler vs. Vader 2", hanno avuto successivamente lo stesso premio. Il 9 settembre 2013, ERB ha caricato un trailer sul proprio canale annunciando che Epic Rap Battles of History sarebbe tornato il 7 ottobre 2013 per una terza stagione. Il 14 ottobre, ERB ha rilasciato un secondo video con Ahlquist che ha doppiato Theodore Roosevelt, che ha annunciato il programma della prossima stagione. La terza stagione è stata interrotta dopo l'uscita di "Donald Trump vs. Ebenezer Scrooge" il 19 dicembre 2013.
Nel marzo 2014, un episodio del programma settimanale di Shukoff The Monday Show, pubblicato l'11 marzo, e un terzo video di annuncio di Epic Rap Battles of History News, pubblicato il 18 marzo, ha confermato che la terza stagione continuerà il 5 maggio 2014. Anche "Weird Al" Yankovic, Smosh, Rhett e Link sono stati confermati come ospiti. La terza stagione si è conclusa con l'uscita di "Artists vs. TMNT" il 14 luglio 2014. Il 30 settembre 2014 è stato rilasciato un teaser per la quarta stagione di Epic Rap Battles of History, con Ghostbusters e MythBusters; la serie è tornata il 10 novembre 2014 con il suo 46º episodio, "Ghostbusters vs. MythBusters". Il 15 dicembre 2014, quando è uscito "Steven Spielberg vs Alfred Hitchcock", la quarta stagione è andata in pausa.
La stagione è continuata il 25 maggio 2015 e si è conclusa con l'uscita del finale di stagione, "Jim Henson vs. Stan Lee", il 3 agosto 2015. È stato confermato in un podcast di Shukoff che ci sarebbe stata una quinta stagione, con la pre-produzione a partire da novembre 2015 una volta tornati dal tour mondiale. Il 16 dicembre è stata pubblicata la prima battaglia fuori stagione, intitolata "Deadpool vs. Boba Fett".
Il 26 febbraio 2016 è stato annunciato che la quinta stagione sarebbe iniziata il 2 maggio 2016 e il 22 marzo è stato annunciato che la produzione era iniziata. La quinta stagione è iniziata ufficialmente il 2 maggio 2016, con l'uscita della prima battaglia della stagione, "George R. R. Martin vs. J. R. R. Tolkien". ERB ha rilasciato battaglie ogni due lunedì a partire dalla prima metà della stagione 5. Il 12 luglio 2016, "Alexander the Great vs. Ivan the Terrible" è stato rilasciato. Questo ha segnato la pausa di mezza stagione. Ahlquist ha successivamente confermato che stavano progettando di tornare da metà a fine ottobre. Le riprese sono iniziate per la seconda metà della quinta stagione il 23 settembre. Il 26 ottobre, la quinta stagione è ripresa con "Donald Trump vs. Hillary Clinton". Nel 2016, Epic Rap Battles of History è stato nominato per un Premio Emmy nella nuova categoria Primetime Emmy Award per Outstanding Short Form Variety Series al 68° Primetime Emmy Awards.
L'episodio finale della quinta stagione è stato rilasciato il 9 gennaio 2017, dove Ahlquist e Shukoff combattono l'uno contro l'altro ancora una volta, poiché è un sequel del finale della prima stagione. Dopo la quinta stagione, ERB ha preso una pausa prolungata.
Nel 2018, Shukoff ha annunciato che ci sarebbe stata una sesta stagione durante una performance all'Anime Midwest. Il 30 novembre 2018, un video è stato pubblicato sul canale YouTube ufficiale di ERB, confermando che la sesta stagione sarebbe stata presentata in anteprima l'anno successivo. Una "battaglia bonus" tra Elon Musk e Mark Zuckerberg è stata rilasciata il 7 dicembre 2018. A dicembre 2018, Ahlquist ha detto che erano diventati "completamente indipendenti" dalla loro società di produzione.
Il 20 aprile 2019 è stata rilasciata la première della sesta stagione ("Freddy Krueger vs. Wolverine"). ERB ancora una volta è andato in pausa a dicembre, dopo "J. Robert Oppenheimer vs. Thanos".
Dopo una pausa di 10 mesi, ERB è tornato, con la loro terza battaglia rap elettorale, "Donald Trump vs. Joe Biden", nel 2020. Il 5 dicembre 2020, Ahlquist ha dichiarato in un video dietro le quinte per la loro prossima battaglia, "Harry Potter vs. Luke Skywalker" (la loro seconda collaborazione animata da Lego con Forrest Whaley), che a seguito della pandemia di COVID-19, ERB passerebbe dalla Stagione 6 alla Stagione 7 prima del previsto, piuttosto che posticipare ulteriormente la Stagione 6. Diverse battaglie e concetti pianificati sarebbero stati trattenuti dalla Stagione 6. Il 28 maggio 2021, l'account Twitter di ERB ha annunciato un nuovo episodio da rilasciare il 14 giugno, con EpicLLOYD nei panni del leggendario eroe vichingo Ragnar Lodbrok e NicePeter nei panni del re inglese Riccardo Cuor di Leone. L'episodio è stato sponsorizzato dal videogioco Rise of Kingdoms. Il 27 novembre 2021, ERB ha pubblicato un nuovo episodio di battaglia rap, intitolato Jeff Bezos vs Mansa Musa sul proprio canale YouTube.

## Personaggi
I primi personaggi su cui basarsi, per le "Epic Rap Battles", nel canale di Nice Peter, furono l'attore "leggenda" Chuck Norris e il 16º presidente degli Stati Uniti d'America, Abraham Lincoln. Dopo il successo di questa battaglia rap, vennero usati altri personaggi popolari, facendo rendere le battaglie rap più interessanti. Ad esempio, il cantante Justin Bieber contro il compositore Ludwig van Beethoven, lo scienziato Albert Einstein contro il fisico Stephen Hawking. Si cominciarono ad ideare persino i personaggi di alcuni film, ad esempio il personaggio de "Il Signore degli Anelli", Gandalf, e il personaggio di Harry Potter, Albus Silente. E si pensò persino di far scontrare personaggi di film contro personaggi veramente esistiti, ad esempio, il protagonista del film, "Napoleon Dynamite", Napoleon, contro il politico e militare, Napoleone Bonaparte. Prima della creazione del canale ufficiale, ERB (Epic Rap Battles), Nice Peter e EpicLLOYD si scontrarono, ironicamente e come sempre, in una battaglia rap finale e conclusiva. Le future battaglie rap vennero disputate ufficialmente nel canale ERB.

## Stagioni
Le irregolarità di lettere maiuscole e punteggiatura nei titoli pubblicati su YouTube sono state normalizzate negli elenchi seguenti.

### Prima stagione (2010-2011)
Tutti i video della prima stagione sono stati caricati sul canale di Shukoff, Nice Peter.
| Data di uscita | Episodio n° | Titolo                                                | Durata | Descrizione e interpreti |
| -------------- | ----------- | ----------------------------------------------------- | ------ | --- |
| 26/09/2010     | 1           | John Lennon vs. Bill O'Reilly                         | 1:37   | Il musicista e membro dei Beatles John Lennon (Nice Peter) sfida il cronista di Fox News Channel Bill O'Reilly (EpicLLOYD) |
| 10/11/2010     | 2           | Darth Vader vs. Adolf Hitler                          | 1:40   | L'antagonista del film Guerre stellari Dart Fener (Nice Peter) sfida il leader del terzo Reich Adolf Hitler (EpicLLOYD). |
| 08/12/2010     | 3           | Abe Lincoln vs. Chuck Norris                          | 2:08   | Il 16º presidente degli Stati Uniti d'America Abramo Lincoln (Nice Peter) sfida l'attore Chuck Norris (EpicLLOYD). |
| 12/01/2011     | 4           | Sarah Palin vs. Lady Gaga                             | 2:26   | La politica Sarah Palin (Lisa Donovan) sfida la cantante pop Lady Gaga (Nice Peter). EpicLLOYD appare nei panni del politico John McCain. |
| 02/02/2011     | 5           | Hulk Hogan and Macho Man Randy Savage vs. Kim Jong-Il | 2:38   | I wrestler Hulk Hogan (Nice Peter) e Macho Man Randy Savage (EpicLLOYD) sfidano il dittatore nordcoreano Kim Jong-il (Tim Delaghetto). |
| 02/03/2011     | 6           | Justin Bieber vs. Beethoven                           | 2:28   | Il cantante pop Justin Bieber (Alex Farnham) sfida il compositore Ludwig van Beethoven (Nice Peter). EpicLLOYD appare come cameo interpretando Johann Sebastian Bach. |
| 30/03/2011     | 7           | Einstein vs. Stephen Hawking                          | 2:35   | Il fisico Albert Einstein (MC Mr Napkins) sfida il fisico Stephen Hawking (Nice Peter). EpicLLOYD appare per un momento ed impersona l'astrofisico Carl Sagan. |
| 20/04/2011     | 8           | Genghis Khan vs. Easter Bunny                         | 1:57   | Il Gran Khan Mongolo Gengis Khan (EpicLLOYD) sfida il coniglio pasquale (Nice Peter). |
| 18/05/2011     | 9           | Napoleon vs. Napoleon                                 | 2:19   | L'imperatore francese Napoleone Bonaparte (EpicLLOYD) sfida Napoleon Dynamite, protagonista dell'omonimo film (Nice Peter). |
| 23/06/2011     | 10          | Ben Franklin vs. Billy Mays                           | 2:30   | Il Padre fondatore Benjamin Franklin (EpicLLOYD) sfida il televenditore Billy Mays (Colin J Sweeney). Dopo la terza strofa Mays muore, e viene sostituito dal televenditore Vince Offer (Nice Peter). |
| 14/07/2011     | 11          | Gandalf vs. Dumbledore                                | 2:10   | Il personaggio de Il Signore degli Anelli Gandalf (EpicLLOYD) sfida il personaggio della serie di libri Harry Potter Albus Silente (Nice Peter). Nel video appare anche Pat McIntyre nel ruolo di Gilderoy Allock. |
| 17/08/2011     | 12          | Dr. Seuss vs. Shakespeare                             | 2:51   | Lo scrittore Dr. Seuss (Mickey Meyer) sfida il drammaturgo William Shakespeare (George Watsky). Questa è l'unica battaglia in cui uno dei partecipanti (Dr. Seuss) non parla (forse un riferimento alla sua morte per via di un cancro alla gola). Egli infatti è sostituito prima da Il gatto col cappello (Nice Peter), poi da Things One & Two (EpicLLOYD). |
| 14/09/2011     | 13          | Mr. T vs. Mr. Rogers                                  | 2:11   | L'attore Mr. T (DeStorm) sfida il conduttore televisivo Mr. Rogers (Nice Peter). EpicLLOYD appare come Mr. McFeely, John "Hannibal" Smith, H. M. Murdock e Templeton "Sberla" Peck. |
| 10/10/2011     | 14          | Columbus vs. Captain Kirk                             | 2:28   | L'esploratore Cristoforo Colombo (Nice Peter) sfida il personaggio di Star Trek Capitano Kirk (EpicLLOYD). |
| 18/11/2011     | 15          | The Final Battle: Nice Peter vs. EpicLLOYD            | 2:50   | I due creatori della serie, Nice Peter e EpicLLOYD si sfidano interpretando se stessi. La battaglia sfocia in un diverbio tra i due, ma alla fine arriva il loro amico Kassem G, che li riappacifica e introduce la seconda stagione. |

### Seconda stagione (2011-2013)
Dalla seconda stagione in poi, le battaglie sono state spostate sul loro canale YouTube, ERB.
| Data di uscita | Episodio n° | Titolo                            | Durata | Descrizione e interpreti |
| -------------- | ----------- | --------------------------------- | ------ | --- |
| 08/12/2011     | 1           | Hitler vs. Vader 2                | 2:41   | Seguito della prima battaglia tra i personaggi. Stessi interpreti. Ricompare Stephen Hawking (interpretato di nuovo da Nice Peter), anch'esso personaggio della prima serie. |
| 31/01/2012     | 2           | Master Chief vs. Leonidas         | 2:11   | Il protagonista di Halo Master Chief (Nice Peter) sfida il re spartano Leonida dal film 300 (Jesse Welle). Leonida è doppiato da EpicLLOYD, che interpreta anche il figlio del re. |
| 16/02/2012     | 3           | Mario Bros. vs. Wright Bros       | 1:45   | I protagonisti di Mario Bros., Mario (EpicLLOYD) e Luigi (Nice Peter), sfidano i Fratelli Wright (Rhett and Link), padri del volo in aeroplano. |
| 02/04/2012     | 4           | Michael Jackson vs. Elvis Presley | 2:16   | Il re del pop Michael Jackson (Bentley Green da giovane, Nice Peter da adulto) sfida il re del rock 'n' roll Elvis Presley (EpicLLOYD). |
| 07/05/2012     | 5           | Cleopatra vs. Marilyn Monroe      | 1:45   | L'attrice Marilyn Monroe (Kimmy Gatewood) sfida l'ultima regina d'Egitto Cleopatra VII (Angela Trimbur). EpicLLOYD appare come Marlon Brando e Nice Peter come John Fitzgerald Kennedy. Fa anche una breve apparizione Kassem G, nominato da Marylin per il suo naso sporgente, paragonato a quello della rivale. |
| 14/06/2012     | 6           | Steve Jobs vs. Bill Gates         | 2:47   | Il boss della Microsoft Windows Bill Gates (EpicLLOYD) sfida quello della Apple, Steve Jobs (Nice Peter). Alla morte di quest'ultimo si sente la voce di HAL 9000, il computer di 2001: Odissea nello spazio, sempre doppiato da Nice Peter. HAL 9000 dichiara di battere sia un PC, sia un Mac e di essere mossa da Linux. |
| 01/10/2012     | 7           | Frank Sinatra vs. Freddie Mercury | 2:12   | Il cantante pop Frank Sinatra (EpicLLOYD) sfida il frontman dei Queen, Freddie Mercury (Nice Peter). Da questo episodio in poi la cadenza diventa bisettimanale. |
| 15/10/2012     | 8           | Barack Obama vs. Mitt Romney      | 3:09   | Si sfidano i due candidati alla presidenza degli Stati Uniti d'America: Barack Obama (Iman Crosson) e Mitt Romney (EpicLLOYD). La battaglia è conclusa dall'arrivo di Lincoln (sempre Nice Peter), che riprende entrambi i contendenti. Questo è stato finora l'episodio più guardato di tutta la Serie totalizzando circa di 750.000 visualizzazioni in più di Darth Vader vs Adolf Hitler.                                                                                   |
| 29/10/2012     | 9           | Doc Brown vs. Doctor Who          | 2:23   | Il personaggio di Ritorno al futuro Emmett Brown (MC Mr Napkins) sfida il protagonista della serie Doctor Who, ovvero il Dottore (George Watsky come il 4° dottore, Nice Peter come il 10° dottore). EpicLLOYD appare come Marty McFly, protagonista di Ritorno al futuro. |
| 12/11/2012     | 10          | Clint Eastwood vs. Bruce Lee      | 1:50   | L'attore Bruce Lee (Mike Diva) sfida l'attore e regista Clint Eastwood (EpicLLOYD). Nice Peter appare come un non ben definito "Mustached Cowboy" (ovvero cowboy con i baffi). |
| 27/11/2012     | 11          | Batman vs. Sherlock Holmes        | 2:49   | Il detective Sherlock Holmes (MC Mr Napkins), affiancato dall'assistente Dottor Watson (Kyle Mooney), sfida l'eroe dei fumetti Batman (Nice Peter), coadiuvato dall'aiutante Robin (EpicLLOYD). |
| 10/12/2012     | 12          | Moses vs. Santa Claus             | 2:20   | Babbo Natale (Nice Peter) sfida, aiutato dai suoi elfi (EpicLLOYD), il profeta ebraico Mosè (Snoop Lion). |
| 11/02/2013     | 13          | Adam vs. Eve                      | 2:04   | Il primo uomo, Adamo (EpicLLOYD), sfida la prima donna, Eva (Jenna Marbles). Nice Peter interpreta l'ipotetico fidanzato di Adamo, Steve. |
| 25/02/2013     | 14          | Gandhi vs. Martin Luther King     | 1:39   | Il sostenitore dei diritti dei neri Martin Luther King (Jordan Peele) sfida il liberatore pacifico dell'India, Gandhi (Keegan-Michael Key). EpicLLOYD e Nice Peter appaiono tra le folle che li acclamano. |
| 11/03/2013     | 15          | Nikola Tesla vs. Thomas Edison    | 2:04   | Lo scienziato serbo naturalizzato statunitense Nikola Tesla (Dante Cimadamore), celebre per i suoi studi sull'elettricità, sfida l'inventore della lampadina Thomas Edison (EpicLLOYD). Nice Peter doppia Tesla. |
| 25/03/2013     | 16          | Babe Ruth vs. Lance Armstrong     | 2:07   | Il campione di baseball Babe Ruth (EpicLLOYD), sfida il campione di ciclismo accusato di doping Lance Armstrong (Nice Peter). |
| 08/04/2013     | 17          | Mozart vs. Skrillex               | 2:09   | Il grande compositore Wolfgang Amadeus Mozart (Nice Peter) sfida il famoso DJ contemporaneo Skrillex (EpicLLOYD). |
| 22/04/2013     | 18          | Rasputin vs. Stalin               | 3.38   | Il mistico Rasputin (Nice Peter) affronta il dittatore Joseph Stalin (EpicLLOYD). Successivamente intervengono altri personaggi della storia della Russia, quali Lenin (Nice Peter), Michail Gorbačëv (EpicLLOYD) e infine l'attuale presidente Vladimir Putin (Nice Peter). Appare nel video, sotto le vesti del celebre ballerino russo Michail Baryšnikov, PewDiePie, famoso youtuber svedese. Questo è l'episodio più lungo della webserie e conclude la seconda stagione. |

### Terza stagione (2013-2014)
| Data di uscita | Episodio n° | Titolo                                | Durata | Descrizione e interpreti |
| -------------- | ----------- | ------------------------------------- | ------ | --- |
| 07/10/2013     | 1           | Hitler vs. Vader 3                    | 2:38   | Terzo episodio di questa battaglia. Stessi personaggi e interpreti delle precedenti, a cui si aggiunge Boba Fett (Ray William Johnson). Nell'introduzione compaiono altri personaggi delle serie precedenti tra cui Stephen Hawking e Abe Lincoln (entrambi Nice Peter). |
| 21/10/2013     | 2           | Blackbeard vs. Al Capone              | 2:39   | Il pirata Barbanera (Nice Peter) sfida il criminale italo-americano Al Capone (EpicLLOYD). |
| 04/11/2013     | 3           | Miley Cyrus vs. Joan of Arc           | 2:25   | L'eroina francese e santa della Chiesa cattolica Giovanna d'Arco (Jessi Smiles) sfida la cantante e attrice Miley Cyrus (Michelle Glavan). Nice Peter e EpicLLOYD compaiono brevemente come Miley Stewart e Lilly Truscott, personaggi della serie televisiva Hannah Montana. |
| 18/11/2013     | 4           | Bob Ross vs. Pablo Picasso            | 2:06   | Il pittore Pablo Picasso (EpicLLOYD) contro il pittore e conduttore televisivo Bob Ross (Nice Peter). |
| 03/12/2013     | 5           | Michael Jordan vs. Muhammad Ali       | 2:36   | Il campione di basket Michael Jordan (Keegan-Michael Key) sfida il campione di pugilato Muhammad Ali (Jordan Peele). Questa è la prima "battaglia" dove i due creatori della serie non compaiono nemmeno come comparse. Lo stesso accadrà in Stephen King vs Edgar Allan Poe. |
| 19/12/2013     | 6           | Donald Trump vs. Ebenezer Scrooge     | 3:26   | Il miliardario Donald Trump (Nice Peter), che qui svolge il ruolo di Jacob Marley, sfida il protagonista di Canto di Natale Ebenezer Scrooge (Zach Sherwin). EpicLLOYD compare nei panni di John Pierpont Morgan, che svolge la funzione dello Spirito del Natale Passato, DeStorm Power interpreta Kanye West, che è lo Spirito del Natale Presente e Nice Peter lo Spirito del Natale Futuro.     |
| 05/05/2014     | 7           | Rick Grimes vs. Walter White          | 2:17   | Il protagonista della serie televisiva The Walking Dead Rick Grimes (Nice Peter) sfida Walter White, il protagonista della serie televisiva Breaking Bad (EpicLLOYD). |
| 19/05/2014     | 8           | Goku vs. Superman                     | 1:48   | Il supereroe della DC Comics Superman (EpicLLOYD) sfida il protagonista di Dragon Ball Goku (Ray William Johnson). Nice Peter appare brevemente nel ruolo di Jimmy Olsen e di Crilin. |
| 02/06/2014     | 9           | Stephen King vs. Edgar Allan Poe      | 2:24   | Il celebre scrittore dell'orrore Stephen King (Zach Sherwin) sfida il poeta e scrittore dell'Ottocento Edgar Allan Poe (George Watsky). |
| 16/06/2014     | 10          | Sir Isaac Newton vs. Bill Nye         | 2:47   | Lo scienziato americano Bill Nye (NicePeter) sfida il fisico inglese Isaac Newton ("Weird Al" Yankovic). Successivamente interviene anche l'astrofisico americano Neil deGrasse Tyson (Chali 2na). EpicLLOYD appare brevemente nel ruolo dell'astronomo americano Carl Sagan. |
| 30/06/2014     | 11          | George Washington vs. William Wallace | 2:32   | Il rivoluzionario scozzese William Wallace dal film Braveheart - Cuore impavido (EpicLLOYD) sfida il primo presidente degli Stati Uniti George Washington (NicePeter). |
| 14/07/2014     | 12          | Artists vs. TMNT                      | 2:14   | Gli esponenti del Rinascimento italiano Leonardo da Vinci, Donatello, Michelangelo e Raffaello (rispettivamente Link Neal, Rhett McLaughlin, Ian Hecox e Anthony Padilla) sfidano Leonardo, Donatello, Michelangelo e Raffaello, componenti del gruppo delle Tartarughe Ninja (doppiate da NicePeter e EpicLLOYD e interpretate tutte da quest'ultimo). Questo episodio conclude la terza stagione. |

### Quarta stagione (2014-2015)
| Data di uscita | Episodio n° | Titolo                                        | Durata | Descrizione e interpreti |
| -------------- | ----------- | --------------------------------------------- | ------ | --- |
| 10/11/2014     | 1           | Ghostbusters vs. Mythbusters                  | 2:27   | I due presentatori del programma televisivo statunitense MythBusters, Jamie Hyneman (NicePeter) e Adam Savage (EpicLLOYD), sfidano i membri dell'associazione dei Ghostbusters (dal film omonimo) Peter Venkman (Chris Gorbos), Ray Stantz (Mark Douglas), Egon Spengler (Zach Sherwin) e Winston Zeddemore (Walter Downing). In seguito prendono parte alla battaglia anche il Stay Puft Marshmallow Man (doppiato da EpicLLOYD e interpretato da Taylor Cu) e l'ex staff dei MythBusters, Tory Belleci (Chris Alvarado), Kari Byron (Mary Gutfleisch) e Grant Imahara (KRNFX). |
| 17/11/2014     | 2           | Romeo and Juliet vs. Bonnie and Clyde         | 3:06   | I due protagonisti dell'omonima tragedia di William Shakespeare Romeo Montecchi e Giulietta Capuleti (rispettivamente NicePeter e Grace Helbig) sfidano i due fuorilegge americani Clyde Barrow e Bonnie Parker (EpicLLOYD e Hannah Hart). |
| 24/11/2014     | 3           | Zeus vs. Thor                                 | 3:02   | Il sovrano dell'Olimpo e dio del tuono della mitologia greca Zeus (doppiato da NicePeter) sfida il dio del tuono nella mitologia norrena Thor (doppiato da EpicLLOYD). Il video è realizzato con pupazzi Lego animati con la tecnica dello stop motion dal regista Forrest Whaley. |
| 01/12/2014     | 4           | Jack the Ripper vs. Hannibal Lecter           | 3:05   | Il misterioso assassino inglese Jack lo squartatore (Dan Bull) sfida Hannibal Lecter (EpicLLOYD), il protagonista del film e romanzo Il silenzio degli innocenti. |
| 08/12/2014     | 5           | Oprah vs. Ellen                               | 2:48   | L'episodio vede la sfida tra Ellen DeGeneres (Lauren Flans) e Oprah Winfrey (November Christine), due potenti conduttrici televisive americane. |
| 15/12/2014     | 6           | Steven Spielberg vs. Alfred Hitchcock         | 3:59   | Il regista statunitense Steven Spielberg (NicePeter) sfida il celeberrimo regista britannico Alfred Hitchcock (EpicLLOYD). Durante la battaglia intervengono anche i registi Quentin Tarantino (Wax), Stanley Kubrik (rugglesoutbound) e Michael Bay (NicePeter). |
| 25/05/2015     | 7           | Lewis and Clark vs. Bill and Ted              | 2.53   | Gli esploratori statunitensi Meriwether Lewis e William Clark (Rhett and Link) sfidano i personaggi dei film Bill & Ted Bill Preston (EpicLLOYD) e Ted Logan (NicePeter). Durante la battaglia compaiono anche Billy the Kid, Ludwig van Beethoven, Abraham Lincoln (interpretati da NicePeter), Socrate, Napoleone Bonaparte, Gengis Khan (interpretati da EpicLLOYD) e Giovanna d'Arco (Hannah Hart). |
| 08/06/2015     | 8           | David Copperfield vs. Harry Houdini           | 2:20   | L'episodio vede la sfida tra gli illusionisti David Copperfield (Nice Peter) e Harry Houdini (EpicLLOYD). Compaiono inoltre la moglie di Houdini, ovvero Bess Houdini (Josie Ahlquist), l'illusionista Criss Angel (Dante Cimadamore) e Chloe Gosselin (Lauren Francesca). |
| 22/06/2015     | 9           | Terminator vs. Robocop                        | 3:08   | Il robot protagonista degli omonimi film, Terminator (EpicLLOYD), sfida il poliziotto cyborg RoboCop (NicePeter), anch'esso protagonista di vari film. |
| 06/07/2015     | 10          | Eastern Philosophers vs. Western Philosophers | 4:19   | I filosofi asiatici Lao Tzu, Sun Tzu e Confucio (rispettivamente KRNFX, Timothy DeLaGhetto e MC Jin) sfidano i filosofi europei Friedrich Nietzsche, Socrate e Voltaire (rispettivamente Nice Peter, EpicLLOYD e Zach Sherwin). Verso la fine dell'episodio, quest'ultimo sfocia in una battaglia tutti contro tutti. Questo, inoltre, è l'episodio più lungo della webserie. |
| 20/07/2015     | 11          | Shaka Zulu vs. Julius Caesar                  | 2:17   | L'episodio vede la sfida tra Giulio Cesare (NicePeter) e Shaka Zulu (DeStorm Power), compaiono inoltre alcuni guerrieri zulu interpretati da Klarity e alcuni soldati romani interpretati da EpicLLOYD |
| 03/08/2015     | 12          | Jim Henson vs. Stan Lee                       | 5:31   | L'inventore dei Muppets, Jim Henson (NicePeter) affronta il fumettista Stan Lee (EpicLLOYD). Successivamente interviene Walt Disney interpretato da Zach Sherwin. Questo episodio conclude la quarta stagione. |

### Battaglia Bonus (2015)
| Data di uscita | Episodio   | Titolo                 | Durata | Descrizione e interpreti |
| -------------- | ---------- | ---------------------- | ------ | --- |
| 16/12/2015     | Bonus (13) | Deadpool vs. Boba Fett | 2:47   | L'antieroe della Marvel, Deadpool (Robert Hoffman/Punchrobert) affronta Boba Fett (Ivan Flipz Velez) in una battaglia rap. Deadpool infrange la quarta parete rivolgendosi direttamente agli spettatori, e durante lo scontro, sia Deadpool che Boba Fett affrontano degli avversari, mostrando le loro abilità. |

### Quinta stagione (2016-2017)
| Data di uscita | Episodio | Titolo                                    | Durata | Descrizione e interpreti |
| -------------- | -------- | ----------------------------------------- | ------ | --- |
| 02/05/2016     | 1        | J.R.R Tolkien vs. George R.R.Martin       | 2:48   | Lo scrittore J. R. R. Tolkien (NicePeter) affronta il suo nuovo "rivale", lo scrittore George R. R. Martin (EpicLLOYD), dando vita a uno scontro tra Il Signore degli Anelli e Game of Thrones. Nello scontro si vedono vari personaggi di ciascun autore, oltre a un veloce tributo ai Led Zeppelin. |
| 18/05/2016     | 2        | Gordon Ramsay vs. Julia Child             | 3:16   | I cuochi Gordon Ramsay (EpicLLOYD) e Julia Child (Mamrie Hart) si affrontano in una sfida musicale e culinaria. I riferimenti al cibo, ai libri di Julia e ai vari programmi presentati da Gordon sono frequenti, oltre a una scena girata in stile Hell's Kitchen, mentre Julia sembra lavorare sempre dietro a un tavolo come in uno show di cucina. |
| 30/05/2016     | 3        | Frederick Douglass vs. Thomas Jefferson   | 3:22   | Il politico e scrittore abolizionista americano Frederick Douglass (J. B. Smoove) affronta il terzo presidente degli Stati Uniti d'America Thomas Jefferson (Nice Peter). Appaiono personaggi di episodi precedenti quali Marilyn Monroe (Kimmy Gatewood), Babe Ruth (EpicLLOYD), Benjamin Franklin (EpicLLOYD), Barack Obama (Iman Crosson), Thomas Edison (EpicLLOYD), Clint Eastwood (EpicLLOYD), Elvis Presley (EpicLLOYD), e Hulk Hogan (Nice Peter) |
| 14/06/2016     | 4        | James Bond vs. Austin Powers              | 4:03   | L'agente del Servizio segreto britannico MI6 James Bond (Daniel Craig alias Ben Atha) affronta la spia Austin Powers (Nice Peter). Il James Bond originale (Sean Connery alias EpicLLOYD) appare sfidando entrambi. |
| 29/06/2016     | 5        | Bruce Banner vs. Bruce Jenner             | 3:32   | Il dottore della Marvel, Bruce Banner (EpicLLOYD) sfida l'ex atleta Bruce Jenner (Nice Peter). Entrambi gli sfidanti si trasformano rispettivamente in Hulk (Mike O'Hearn) e Caitlyn Jenner (NoShame). |
| 12/07/2016     | 6        | Alexander the Great vs. Ivan the Terrible | 4:29   | Il militare macedone Alessandro Magno (Zach Sherwin) sfida il primo zar russo Ivan IV (NicePeter). Ivan il Terribile riesce a sconfiggere Alessandro e, in seguito, Federico II di Prussia (EpicLLOYD), Gneo Pompeo Magno (Mike Betette), e infine si sfida con Caterina II di Russia (Meghan Tonjes). L'episodio diventa il più lungo dell'intera serie, superando Eastern Philosophers vs. Western Philosophers per soli dieci secondi.                 |
| 27/10/2016     | 7        | Donald Trump vs. Hillary Clinton          | 4:34   | I candidati alla presidenza degli Stati Uniti d'America Donald Trump (EpicLLOYD) e Hillary Clinton (Kimmy Gatewood) si sfidano. Al termine della battaglia fa il suo ingresso il presidente Abraham Lincoln (Nice Peter). |
| 14/11/2016     | 8        | Ash Ketchum vs. Charles Darwin            | 2:24   | Il protagonista della serie anime Pokémon, Ash Ketchum (Brian Walters), si sfida in battaglia con il naturalista ed evoluzionista inglese Charles Darwin (Nice Peter). |
| 28/11/2016     | 9        | Wonder Woman vs. Stevie Wonder            | 2:33   | L'eroina della DC Wonder Woman (Lilly Singh) si sfida contro il cantante afroamericano Stevie Wonder (T-Pain) |
| 12/12/2016     | 10       | Tony Hawk vs. Wayne Gretzky               | 2.51   | Lo skater Tony Hawk (Nice Peter) combatte contro l'ex giocatore di hockey su ghiaccio Wayne Gretzky (Zach Sherwin). |
| 26/12/2016     | 11       | Theodore Roosevelt vs. Winston Churchill  | 3:09   | Il 26º presidente degli Stati Uniti, Theodore Roosevelt (EpicLLOYD), combatte contro l'ex primo ministro del Regno Unito, Winston Churchill (Dan Bull). |
| 9/01/2017      | 12       | Nice Peter vs. EpicLLOYD 2                | 3:31   | I creatori di Epic Rap Battles of History, Nice Peter ed EpicLLOYD, combattono per la seconda volta l'uno contro l'altro. Alla fine, si scusano l'un l'altro dopo che la loro discussione è culminata e decidono di fare una pausa e scrivere la loro prossima canzone. |

### Battaglia Bonus (2018)
| Data di uscita | Episodio   | Titolo                       | Durata | Descrizione e interpreti |
| -------------- | ---------- | ---------------------------- | ------ | --- |
| 7/12/2018      | Bonus (13) | Elon Musk vs Mark Zuckerberg | 2:43   | Il magnate degli affari, amministratore delegato e fondatore di SpaceX e fondatore di Tesla Elon Musk (EpicLLOYD) combatte contro l'amministratore delegato e co-fondatore di Facebook Mark Zuckerberg (Nice Peter). |

### Flash in the Pan Hip Hop Conflicts of Nowadays (2018-2019)
Flash in the Pan Hip Hop Conflicts of Nowadays è uno pseudo-spinoff di Epic Rap Battles, creato senza i complessi effetti visivi e gli accenti normalmente usati per la serie originale. Invece, Shukoff e Alquist rappano insieme nella stessa stanza, in una sola ripresa. Questo approccio è stato utilizzato per le iniziali idee delle Rap Battle che i due consideravano degne di una battaglia rap, ma non abbastanza famose da richiedere una produzione completa. "Ronald McDonald vs The Burger King" avrà successivamente una battaglia rap completamente prodotta nella sesta stagione.
| Data di uscita | Episodio | Titolo                              | Durata | Descrizione e interpreti |
| -------------- | -------- | ----------------------------------- | ------ | --- |
| 17/12/2018     | 1        | PewDiePie vs. T-Series              | 1:53   | Lo YouTuber PewDiePie (EpicLLOYD) combatte contro una rappresentazione dell'etichetta discografica di musica indiana T-Series (Nice Peter) - un riferimento alla battaglia del numero di iscritti al canale YouTube di PewDiePie e T-Series. |
| 6/01/2019      | 2        | Ronald McDonald vs. The Burger King | 2:12   | La mascotte di McDonald's Ronald McDonald (Nice Peter) combatte contro la mascotte di Burger King (EpicLLOYD). |
| 26/01/2019     | 3        | Larry Bird vs. Big Bird             | 2:22   | L'ex giocatore NBA Larry Bird (EpicLLOYD) combatte contro il personaggio di Sesame Street Big Bird (Nice Peter). |

### Sesta stagione (2019-2020)
| Data di uscita | Episodio | Titolo                              | Durata | Descrizione e interpreti |
| -------------- | -------- | ----------------------------------- | ------ | --- |
| 20/04/2019     | 1        | Freddy Krueger vs. Wolverine        | 3:23   | Freddy Krueger (Wax), antagonista della serie Nightmare, combatte contro il supereroe dei fumetti Wolverine (EpicLLOYD). |
| 4/05/2019      | 2        | Guy Fawkes vs. Che Guevara          | 2:41   | Il rivoluzionario cattolico inglese Guy Fawkes (Nice Peter) combatte contro il leader della guerriglia cubana di origine argentina Che Guevara (Robert Rico).                                                                                                  |
| 8/06/2019      | 3        | Ronald McDonald vs. The Burger King | 3:01   | La mascotte di McDonald's Ronald McDonald (Nice Peter) combatte contro la mascotte di Burger King (EpicLLOYD). I due vengono successivamente raggiunti dalla mascotte di Wendy's (MC Goldiloxx).                                                               |
| 13/07/2019     | 4        | George Carlin vs. Richard Pryor     | 4:21   | I comici americani George Carlin (Nice Peter) e Richard Pryor (ZEALE) si affrontano prima di essere interrotti dagli altri comici Bill Cosby (Gary Anthony Williams), Joan Rivers (Jackie Tohn) e Robin Williams (EpicLLOYD).                                  |
| 18/08/2019     | 5        | Jacques Cousteau vs. Steve Irwin    | 2:40   | L'oceanografo francese Jacques Cousteau (Nice Peter) combatte contro il guardiano dello zoo australiano e ambientalista Steve Irwin (EpicLLOYD). |
| 22/09/2019     | 6        | Mother Teresa vs. Sigmund Freud     | 2:45   | L'albanese-indiana Santa Madre Teresa (Cara Francis) combatte contro il neurologo austriaco Sigmund Freud (Nice Peter). |
| 25/10/2019     | 7        | Vlad the Impaler vs. Count Dracula  | 3:18   | Il sovrano rumeno Vlad l'Impalatore (EpicLLOYD) combatte contro l'immaginario vampiro transilvano Conte Dracula (Nice Peter). |
| 23/11/2019     | 8        | The Joker vs. Pennywise             | 4:03   | Il cattivo dei fumetti Joker (Nice Peter) combatte contro l'antagonista di It Pennywise (EpicLLOYD). |
| 18/12/2019     | 9        | Thanos vs. J Robert Oppenheimer     | 3:23   | Il cattivo dei fumetti Thanos (EpicLLOYD) combatte contro il fisico teorico americano J. Robert Oppenheimer (Nice Peter). |
| 24/10/2020     | 10       | Donald Trump vs. Joe Biden          | 3:48   | I candidati alle elezioni presidenziali degli Stati Uniti del 2020 si affrontano in una battaglia rap. Il candidato democratico Joe Biden (Nice Peter) combatte contro il candidato repubblicano e 45º Presidente degli Stati Uniti, Donald Trump (EpicLLOYD). |
| 5/12/2020      | 11       | Luke Skywalker vs. Harry Potter     | 4:33   | Il protagonista di Star Wars Luke Skywalker (Nice Peter) combatte contro il protagonista dell'omonima saga Harry Potter (Boyinaband). |

### Episodio cancellato (2020)
| Data di uscita | Episodio | Titolo                              | Durata | Descrizione e interpreti |
| -------------- | -------- | ----------------------------------- | ------ | --- |
| 15/2/2020      | 1        | King Henry VIII vs. Hillary Clinton | 4:59   | Il re d'Inghilterra Enrico VIII (Shay Carl) combatte contro il Segretario di Stato americano Hillary Clinton (Susan Deming). |

### Settima stagione (2021-presente)
A causa della pandemia di COVID-19, ERB ha scelto di passare alla settima stagione in anticipo piuttosto che continuare la sesta stagione.
| Data di uscita | Episodio | Titolo                                    | Durata | Descrizione e interpreti |
| -------------- | -------- | ----------------------------------------- | ------ | --- |
| 14/6/2021      | 1        | Ragnar Lodbrok vs. Richard the Lionheart  | 3:44   | Il leggendario re vichingo Ragnar Lodbrok (EpicLLOYD) combatte contro il monarca britannico Riccardo Cuor di Leone (Nice Peter). |
| 27/11/2021     | 2        | Jeff Bezos vs. Mansa Musa                 | 4:38   | Il miliardario americano e fondatore di Amazon Jeff Bezos (EpicLLOYD) combatte contro Mansa dell'Impero del Mali considerato uno degli uomini più ricchi della storia, Mansa Musa (Scru Face Jean).                                                                                        |
| 18/12/2021     | 3        | John Wick vs. John Rambo vs. John McClane | 4:25   | I protagonisti del film d'azione John Wick (Zach Sherwin), John Rambo (Nice Peter) e John McClane (EpicLLOYD) si affrontano in una battaglia a tre. |
| 25/10/2022     | 4        | Lara Croft vs. Indiana Jones              | 4:25   | Gli archeologi immaginari Lara Croft (Croix Provence) e Indiana Jones (Nice Peter) si affrontano in una battaglia rap. |
| 1/12/2023      | 5        | Henry Ford vs. Karl Marx                  | 3:13   | Il magnate americano Henry Ford (Nice Peter) combatte contro il filosofo di origine tedesca Karl Marx (EpicLLOYD). |
| 23/2/2024      | 6        | Godzilla vs. King Kong                    | 3:57   | I mostri Kaiju Godzilla (Nice Peter) e King Kong (EpicLLOYD) si affrontano in una battaglia. |
| 26/10/2024     | 7        | Donald Trump vs. Kamala Harris            | 5:25   | I candidati alle elezioni presidenziali negli Stati Uniti d'America del 2024 Donald Trump (EpicLLOYD) e Kamala Harris (Kimberly Michelle Vaughn) si affrontano in una battaglia rap. Nel verso finale, il presidente Theodore Roosevelt (EpicLLOYD) sembra criticare entrambi i candidati. |
| 12/2/2025      | 8        | Napoleon vs. Charlemagne                  | 3:16   | L'imperatore del Sacro Romano Impero Carlo Magno (EpicLLOYD) combatte l'imperatore francese Napoleone Bonaparte (Nice Peter), segnando la prima volta che un rapper del titolo riappare come rapper del titolo in una battaglia non-sequel e non-elettorale.                               |

### Premi e riconoscimenti
Streamy Awards 2013:
- Migliore serie musicale
- Migliore musicista online a Nice Peter
- Migliore canzone originale a Bill Gates vs Steve Jobs
- Miglior trucco a Mary Gutfleisch
- Nomination come migliore sceneggiatura per una commedia